# 國立中山大學理學院
國立中山大學理學院（英語：College of Science, National Sun Yat-sen University），前身為化學系，於1985年時成立學院，是國立中山大學的10所學院之一。該校近2任校長皆曾任理學院院長一職。

## 校園

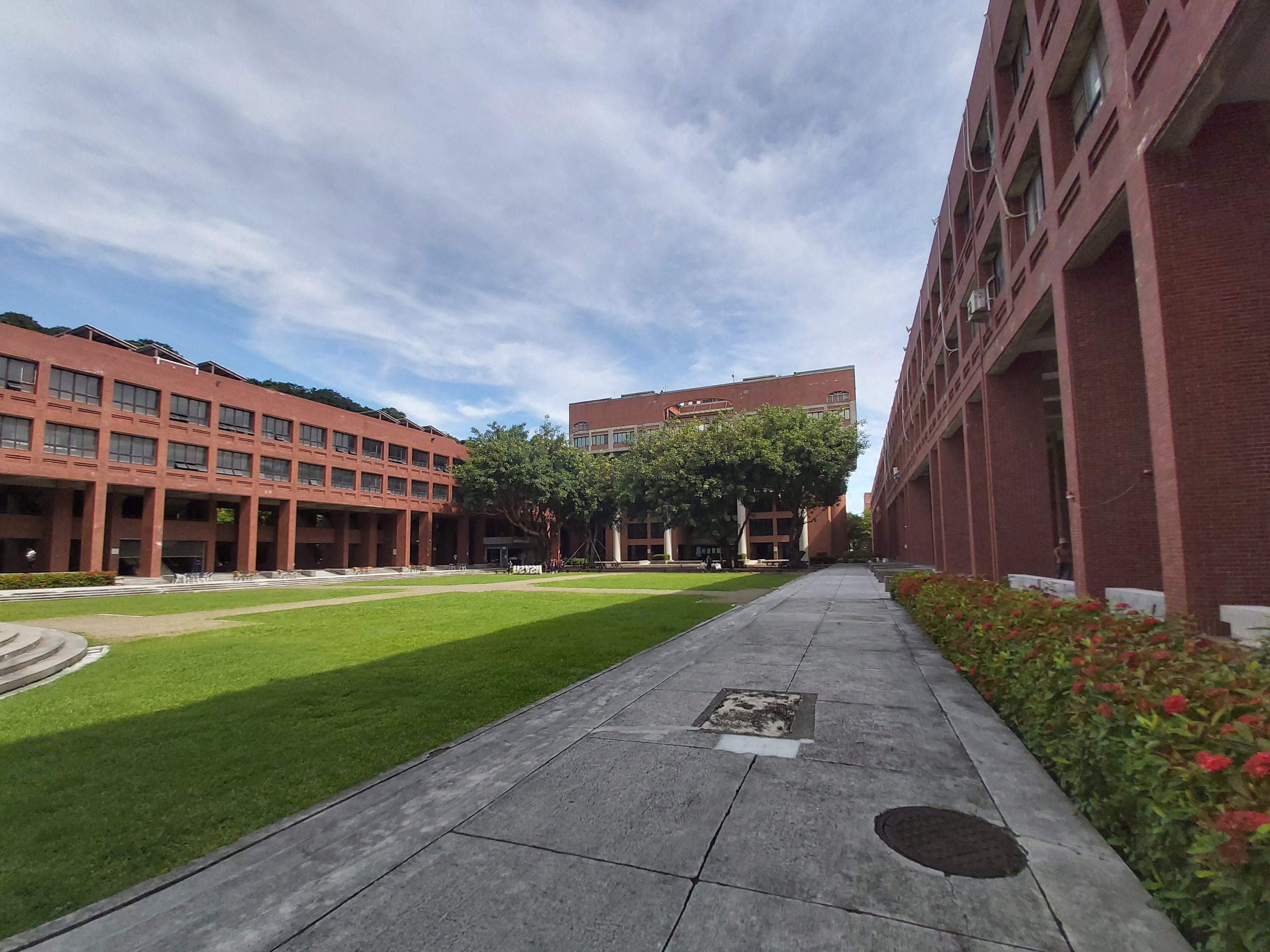
國立中山大學理學院（圖左）、行政大樓（中）和社會科學院。

- 理學院位於理工大樓南側，毗鄰柴山、行政大樓、西子灣隧道口。東側另有生科、物理、化學3棟大樓。
- 理學院中庭採挑高結構，與地標「大榕樹」共存共榮[1]。
- 理學院正對面為社會科學院。
- 生物醫學研究所位於文學院的「藝術大樓」。

## 學術評價與特色[2]
- 數學排名世界第101-150名。（英國QS世界大學排名）[3]
- 理學院數學系為「國科會高雄區數學圖書中心」所在地。
- 美國海軍研究室Dr. Ronald N. Kostoff等人發表「科學與科技文獻鑽研：無線區域網路」論文指出，2004年至2005年期間中山大學一共發表三十六篇無線區域網路SCI（Science Citation Index）論文，數量居於全球之冠。
- 依據高等教育評鑑中心公佈的國內大學ESI學門排名（2008年5月）顯示，全臺僅24校進入ESI學門排名，其中10所大學僅進入1個學門，進入ESI排名即表示該學門學術水準進入世界前1%。中山進入ESI全球排名之學門共有6門（與交大及中大相同），為臺灣第3，僅次於臺大及成大。進入排名的學門為[4]電腦科學、工程、材料科學、化學、植物、動物科學、臨床醫學。
- 依據 財團法人高等教育評鑑中心基金會 公佈的2002年至2006年WOS（Web of Science）收錄自然科學期刊當中各學門論文數與被引次數表現在臺灣前20％的學校名單統計，以中山大學一共有12個學門列入前20%排名（總學門數為20）。同時，全臺約有7成的國立大學未有任何一門學門進入排名[5]。

### 教職員「國外」榮銜
- 發展中國家科學院院士：1人
- 南非國家科學院（英语：Academy of Science of South Africa）院士：1人
- 國際重要學會會士：4人

### 教職員「校外」榮銜
- 教育部國家講座（終身榮譽）：1人
- 教育部國家講座：2人
- 國科會傑出特約研究員：2人
- 國科會傑出研究獎：6人
- 國科會吳大猷先生紀念獎：1人

### 教職員「校內」榮銜
- 中山講座：3人
- 西灣講座：5人

### 理學院與諾貝爾獎得主
化學系（理學院前身）籌備之初，尚未獲得諾貝爾化學獎的李遠哲博士即已親赴西子灣指導參觀。當時的系館依傍西子灣動物園－「听到狮子大吼一声...让他印象深刻。」
1997年，李遠哲被授予國立中山大學名譽理學博士。現化學系設有「李遠哲院士暨夫人獎學金」。
2014年10月29日，2010年諾貝爾化學獎得主鈴木章教授蒞校演講。這也是他首次訪問高雄。

## 系所單位
- 化學系（學、碩、博士班）
- 物理學系（學、碩、博士班）
- 生物科學系（學、碩、博士班）
- 應用數學系（含碩專班）（學、碩、博士班）
- 加速器光源及中子束應用博士學位學程（博士學位學程）

## 外部連結
- 國立中山大學理學院（页面存档备份，存于）